# Meryl Streep
Mary Louise Streep (n. 22 iunie 1949, Summit, New Jersey, SUA), cunoscută mai ales sub numele de actriță Meryl Streep, este o actriță americană, triplu laureată a premiului Oscar, vestită pentru creațiile ei actoricești memorabile în teatru, televiziune și, mai ales, film.
Nominalizată pentru un număr record de 21 Academy Awards, actrița a fost recompensată de trei ori cu prestigioasa statuetă (în 1979, pentru rolul Johanna Kramer din filmul Kramer contra Kramer, în 1982, pentru rolul Sofiei din filmul Alegerea Sofiei și în 2011 pentru rolul Margaret Thatcher din filmul The Iron Lady).
Meryl Streep a fost nominalizată de 31 de ori Golden Globe, câștigând opt - mai multe nominalizări și câștiguri decât orice alt actor sau actriță din întreaga istorie a premiului.  Streep a fost recompensată cu primirea a trei Primetime Emmy Awards, respectiv nominalizată de 15 ori pentru   Premiul BAFTA și de 17 ori pentru Screen Actors Guild Awards, câștigând fiecare de două ori.
Adesea descrisă ca fiind „cea mai bună actriță a generației sale” (conform, "the best actress of her generation"), Streep este de asemenea recunoscută pentru versatilitatea sa interpretativă de tip „cameleonic” și, în particular pentru adaptarea și credibilitatea cu care folosește diferite accente ale diferitelor limbi native ale personajelor interpretate.

## Copilărie

### Familie și educație
Numele său adevărat este Mary Louise Streep. S-a născut în Summit, New Jersey, S.U.A.. Mama sa, Mary Wolf, a fost editor, artist, iar tatăl său, Harry William Streep, un farmacist dedicat. Mai are doi frați, Dana și Harry. Meryl Streep are strămoși germani, suedezi și britanici. A crescut în Bernardsville, New Jersey și a studiat la Liceul Bernards. A terminat Colegiul de Artă Dramatică în 1971, unde a absolvit cum laude. S-a mutat mai târziu la Yale School of Drama. Aici a interpretat numeroase roluri de compoziție, de toate vârstele, de la Helena din Visul unei nopți de vară, de William Shakespeare, până la o bătrână paralizată, în scaunul cu rotile. Încă de pe atunci, profesorii săi au apreciat că "este destinată să fie cea mai bună".

## Carieră

### Începuturile carierei
Streep și-a început cariera pe scenă în 1971 în piesa The Playboy of Seville, iar debutul pe micul ecran a fost în 1977, în filmul de televiziune The Deadliest Season.  În același an 1977 a debutat pe marele ecran în filmul Julia, alături de Jane Fonda și Vanessa Redgrave.

## Filmografie selectivă
- Julia (1977)
- Holocaust (1978)
- Vânătorul de cerbi (1978)
- Kramer contra Kramer (1979)
- Manhattan (1979)
- Iubita locotenentului francez (1981)
- Alegerea Sofiei (1982)
- Silkwood (1983)
- Departe de Africa (1985)
- Iarba răului  (1987)
- Un țipăt în noapte (1988)
- Salutări din Hollywood (1990)
- 1993 Casa spiritelor (The House of the Spirits), regia Bille August
- Podurile din Madison County (1995)
- Camera lui Marvin (1996)
- Adevărul adevărat (1998)
- Mamă și fiică (1998)
- Muzica inimii (1999)
- Orele (2002)
- Hoțul de orhidee (2002)
- Îngeri în America (2003)
- Candidatul altora (2004)
- Diavolul se îmbracă de la Prada (2006)
- Mamma Mia - Filmul!   (2008)
- Îndoiala (2008)
- Julie și Julia (2009)
- E tare complicat! (2009)
- Doamna de fier (2011)
- Terapie de cuplu  (2012)
- Ținutul din mijlocul verii (2013)
- The Homesman (2014)
- Darul lui Jonas (2014)
- În inima pădurii (2014)
- Suffragette (2015)
- Ricky and The Flash (2015)
- Florence Foster Jenkins (2016)
- The Post (2017)
- "Mamma Mia: Here We Go Again!" (2018)
- "Mary Poppins Returns" (2018)
- "The Laundromat" (2019)
- "Little women" (2019)
- "Let them all talk" (2020)
- "The Prom (2020)
- 2021 Nu priviți în sus (Don't Look Up), regia Adam McKay

## Galerie

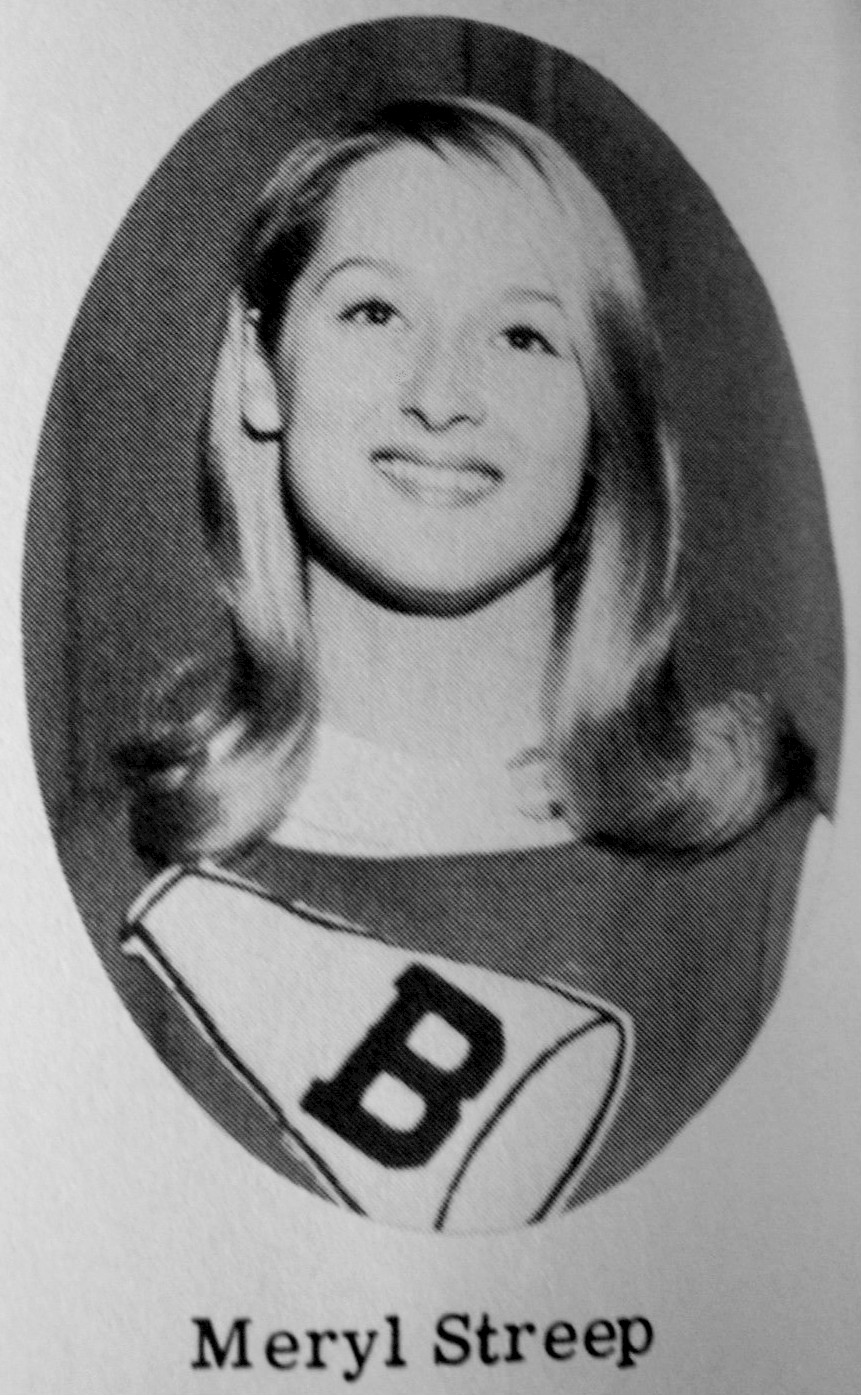
Meryl Streep majoretă în albumul liceului, 1966
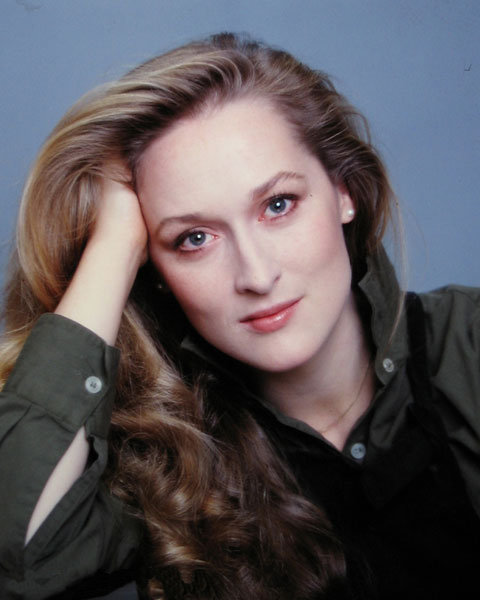
Meryl Streep în anii 1970
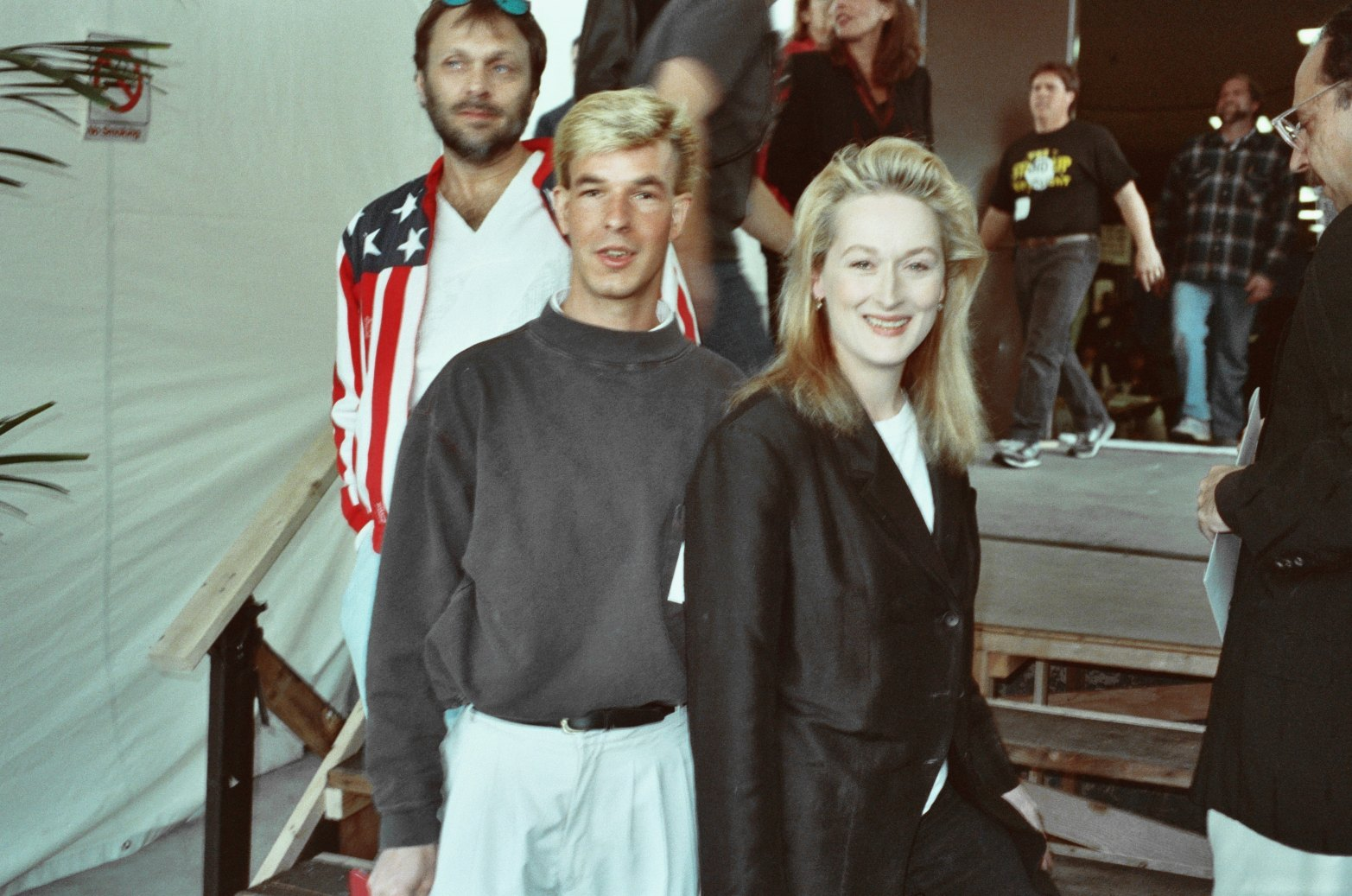
Meryl Streep la Premiile Grammy, 1990
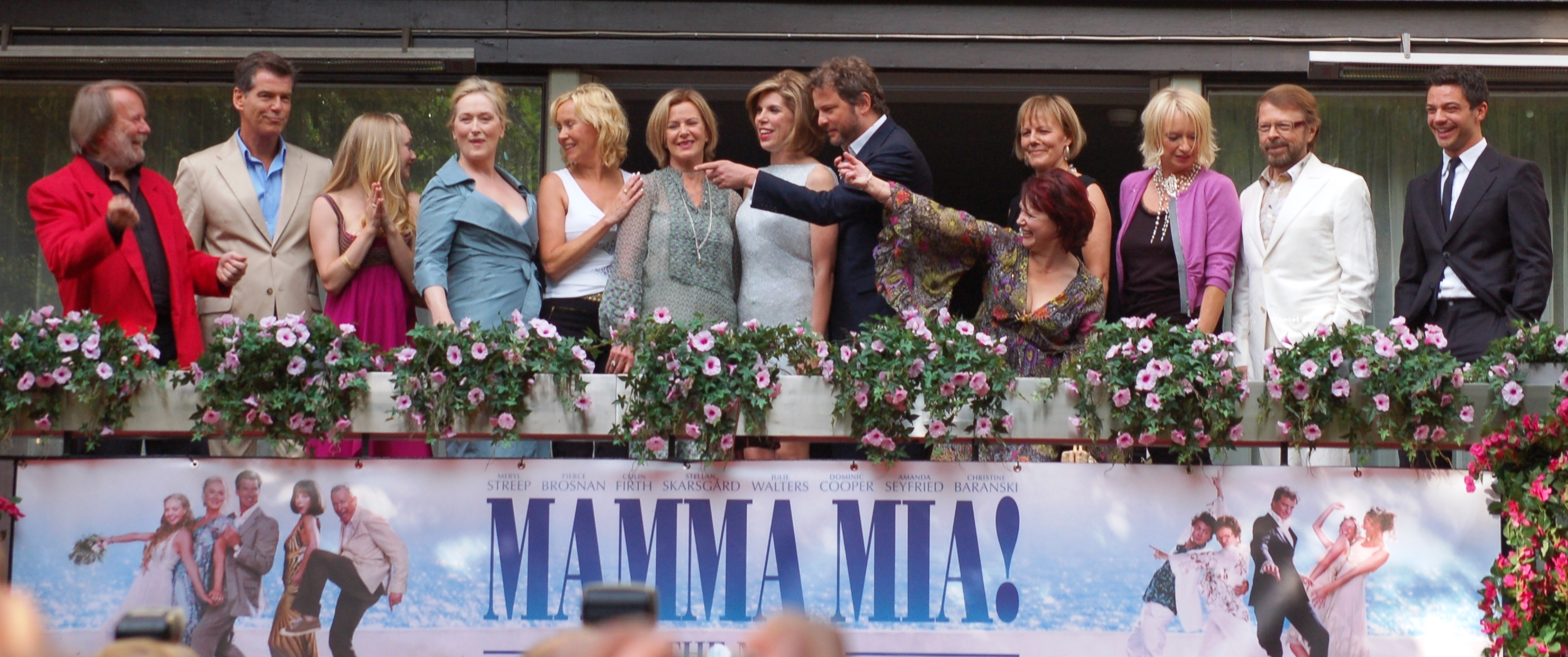
Membrii formației ABBA, Meryl Streep și restul distribuției filmului Mamma Mia! (2008)
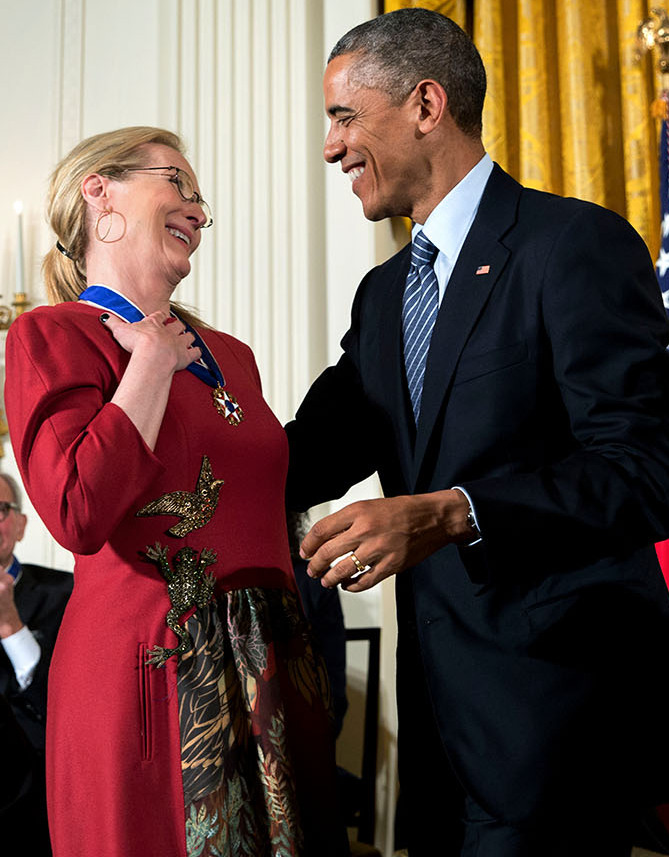
Președintele Barack Obama acordându-i Medalia Prezidențială a Libertății lui Meryl Streep, 2014
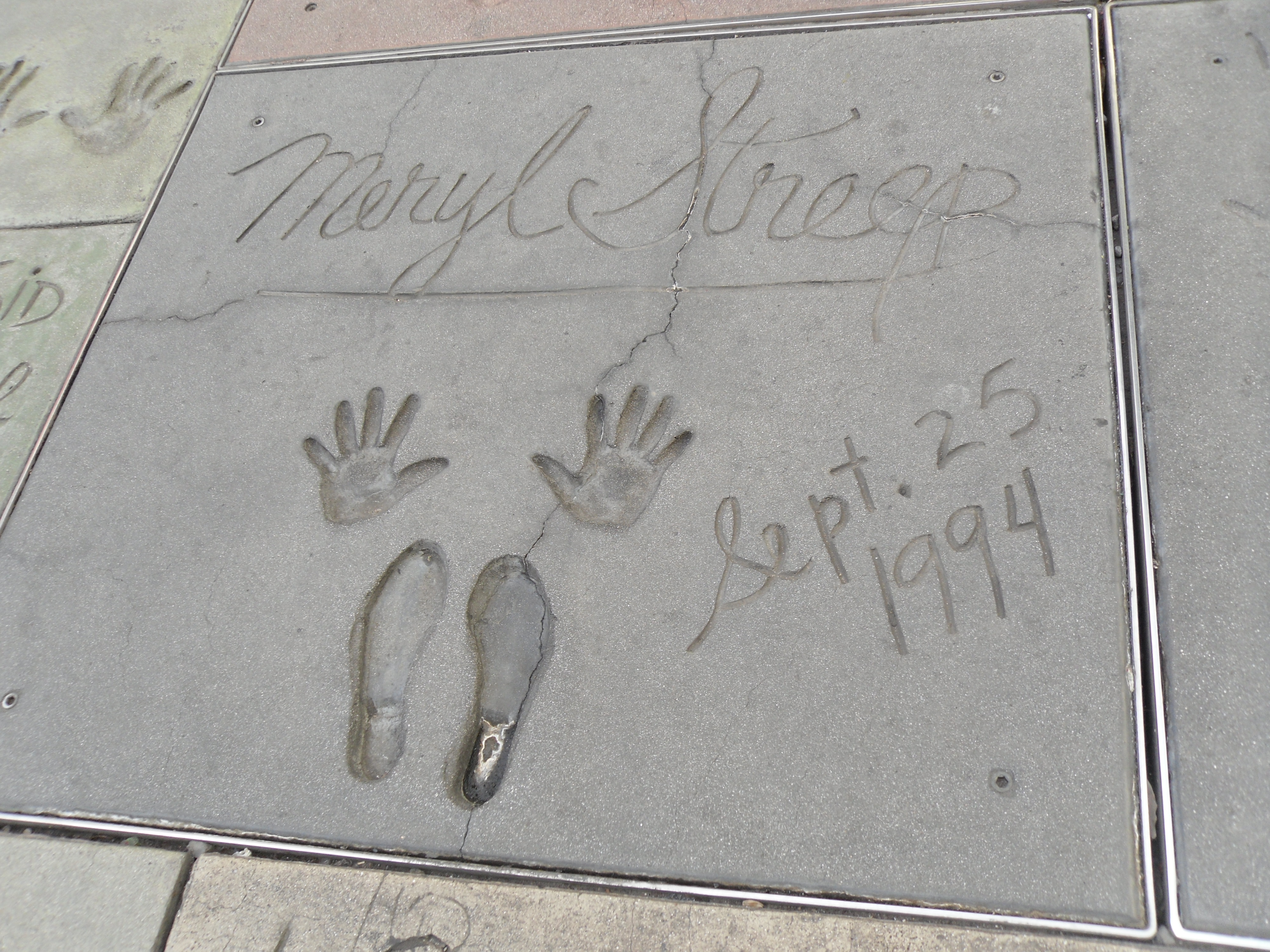
Amprentele lui Meryl Streep de la Teatrul Chinezesc Grauman